# Valentin Mejinschi
Valentin Mejinschi (n. 24 ianuarie 1967, Corotna, raionul Slobozia, RSS Moldovenească, URSS) este un general de poliție din Republica Moldova, care a îndeplinit funcțiile de ministru al afacerilor interne (31 martie – 21 octombrie 2008) și de viceprim-ministru al Republicii Moldova (21 octombrie 2008 – 10 iunie 2009).

## Biografie
Valentin Mejinschi s-a născut la data de 24 ianuarie 1967 în satul Corotna (raionul Slobozia). A absolvit școala medie din satul natal în anul 1984, după care timp de doi ani (1985–1987) și-a efectuat stagiul militar obligatoriu în forțele armate.
După satisfacerea stagiului militar, timp de trei ani a activat ca subofițer în cadrul Secției raionale de miliție din Slobozia. Între anii 1990–1992 a urmat cursurile de la Școala medie specială de miliție din Chișinău, după care a fost repartizat în funcția de inspector în cadrul Secției poliției economice a Comisariatului de Poliție sect. Centru din municipiul Chișinău. A avansat în cadrul acestei secții, fiind numit inspector superior (1993), șef-adjunct (1995) și șef al Secției poliției economice (1997). 
În paralel cu activitatea de ofițer, între anii 1995-1998, a urmat cursuri superioare la Academia de Poliție „Ștefan cel Mare” a Ministerului Afacerilor Interne din Chișinău. În anul 2001 s-a înscris la doctorat, tematica axându-se în domeniul combaterii infracțiunilor săvârșite de persoane cu funcții de răspundere. În același an, Valentin Mejinschi a fost desemnat în funcția de șef-adjunct pe lucru operativ al Direcției poliției еconomico–financiare a M.A.I. Apoi, după un an, a fost numit în funcția de șef interimar al Direcției poliției economico – financiare a M.A.I.
În anul 2002, odată cu înființarea Centrului pentru Combaterea Crimelor Economice și Corupției, Mejinschi a fost desemnat în funcția de vicedirector și șef al Departamentului investigații operative al Centrului. Prin Hotărârea Guvernului Republicii Moldova din anul 2004, el a fost desemnat în funcția de director al Centrului pentru Combaterea Crimelor Economice și Corupției, funcție pe care a deținut-o până în Martie 2008, când a intrat în Guvernul Greceanîi în calitate de Ministru de interne.
De asemenea, la 30 martie 2005, prin Decret Prezidențial, i s-a acordat gradul special de general-maior de poliție .

## Ministru al afacerilor interne
În noul guvern format de Zinaida Greceanîi la data de 31 martie 2008, Valentin Mejinschi a fost numit în funcția de ministru al afacerilor interne.
La data de 21 octombrie 2008, președintele Vladimir Voronin a anunțat în timpul ședinței Comisiei naționale pentru integrare europeană că l-a numit pe generalul Valentin Mejinschi în funcția de viceprim-ministru pe probleme de corupție și combatere a migrației și traficului de ființe umane, eliberându-l din cea de ministru al afacerilor interne . A îndeplinit aceste funcții până la 10 iunie 2009, când s-a format un nou guvern.
Vladimir Mejinschi este căsătorit și are un copil.